# Chelon
Chelon è un genere di pesci ossei marini appartenenti alla famiglia Mugilidae.

## Distribuzione e habitat
Il genere Chelon è diffuso nell'Oceano Atlantico orientale a nord fino alla Norvegia, nel mar Mediterraneo, nel mar Nero meridionale e nelle fasce tropicali e subtropicali dell'Oceano Indiano e dell'Oceano Pacifico occidentale.

## Specie
Al genere appartengono 7 specie:
- Chelon bispinosus
- Chelon labrosus
- Chelon macrolepis
- Chelon melinopterus
- Chelon parsia
- Chelon planiceps
- Chelon subviridis[1]